# Дубовец (Гомельский район)
Дубовец (бел. Дубаве́ц) — посёлок в Долголесском сельсовете Гомельского района Гомельской области Республики Беларусь.

## География

### Расположение
В 18 км от железнодорожной станции Якимовка (на линии Калинковичи — Гомель), 36 км на юго-запад от Гомеля.

### Гидрография
На юге и западе мелиоративные каналы.

## Транспортная сеть
Транспортные связи по просёлочной, затем автомобильной дороге Калинковичи — Гомель. Планировка состоит из 2 полувыгнутых улиц, которые образовывают дугообразную конфигурацию широтной ориентации. Застройка односторонняя, деревянная, усадебного типа.

## История
Основан в начале 1920-х годов переселенцами из соседних деревень. В 1932 году жители вступили в колхоз. В 1939-40 годах в посёлок переехала часть жителей не существующего с 1941 года посёлка Белый Берег. Во время Великой Отечественной войны в августе 1942 года около деревни советскими самолётами был сброшенный десант — 3 медицинских работника для партизанский отрядов. Десантники были захвачены оккупантами и расстреляны. В ноябре 1943 года немецкие оккупанты полностью сожгли посёлок и убили 3 жителей. 7 жителей погибли на фронте. В 1959 году в составе совхоза имени А.М. Горького (центр — деревня Долголесье).

## Население

### Численность
- 2004 год — 16 хозяйств, 28 жителей.

### Динамика
- 1940 год — 37 дворов 119 жителей.
- 1959 год — 101 житель (согласно переписи).
- 2004 год — 16 хозяйств, 28 жителей.